# Cimetière de Saint-Sulpice
Ne doit pas être confondu avec Cimetière de Vaugirard.
Le cimetière de Saint-Sulpice, également appelé cimetière de Vaugirard et cimetière de l'Ouest, est un ancien cimetière parisien extra-muros, dépendant de la paroisse de Saint-Sulpice de Paris, ouvert en 1784 et fermé en 1824.

## Emplacement
Le lycée Buffon et la rue Germaine-de-Staël sont situés, en partie, sur l'emplacement du cimetière de Saint-Sulpice, soit un quadrilatère délimité par le boulevard Pasteur et les rues de Vaugirard, Germaine-de-Staël et Lecourbe et dont l'entrée s'effectuait rue de Sèvres, hors de la ville de Paris,.

## Historique
Ce cimetière de la paroisse de Saint-Sulpice de Paris est ouvert en 1784. Il fait suite à un arrêté du 21 mai 1665 qui interdit, depuis cette date, l'inhumation dans les cimetières de Paris et prescrit le remplacement des cimetières paroissiaux urbains par des cimetières extra-muros. Jusqu'en 1803, cet arrêté n'a jamais été réellement observé.
Après la fermeture des deux nécropoles que possédait la paroisse de Saint-Sulpice rue des Aveugles et rue de Bagneux, la paroisse fut contrainte d'acquérir un nouveau terrain. Par ses lettres patentes du mois d'août 1783, le roi autorisait l'hôpital de l'Enfant-Jésus à céder à la fabrique de Saint-Sulpice les terrains nécessaires :

« … En conséquence, autorisons les administrateurs de la Maison Royale de l'Enfant-Jésus, à céder et à abandonner à titre d'échange à la fabrique de Saint-Sulpice, un terrain contenant 165 perches ou 1 499 toises, 1 pied, 9 pouces de superficie y compris l'épaisseur des murs, situé sur le chemin de la Ville de Paris, à Vaugirard, pour par la dite fabrique, y établir un cimetière en remplacement de celui de la rue des Aveugles, précédemment supprimé. Autorisons pareillement les dits sieurs curé et marguilliers, à acquérir dans le courant d'une année, un autre terrain pour servir à remplacer le deuxième cimetière de la paroisse de Saint-Sulpice, situé rue de Bagneux, lorsque l'usage en sera supprimé.
Donné à Versailles au mois d'Août de l'an de grâce mil sept cent quatre-vingt-trois et de notre règne le dixième. »

En ce qui concerne l'autre terrain, nous en trouvons la désignation dans un procès-verbal du 1er août 1783 adressé à :

« Messire Denis-François Angran d'Alleray, chevalier, comte des Maillis, seigneur de Bazoche, Condé, Sainte-Libière et autres lieux, seigneur-patron de Vaugirard lez Paris, conseiller du Roy en ses Conseils, honoraire en sa Cour de Parlement, ancien Procureur général de Sa Majesté en son grand Conseil, lieutenant civil de la ville, Prévôté et Vicomté de Paris. »

Il provenait des sieurs Laurent Roussel et Michel Roussel, jardiniers-maraîchers. Le contrat de vente en fût passé devant les conseillers du Roi, notaires au Châtelet, le 20 décembre 1783, au prix de 13 350 livres. Il y est ainsi désigné :

« Un terrain situé sur le chemin qui va de Paris à Vaugirard, près de la Croix, au terroir de Vaugirard, lieu dit « la Voye de Paris », ou « le fond de Marivault », contenant seize cent trente-cinq toises, quatre pieds, trois pouces, huit lignes, tenant, la totalité du dit terrain, par devant sur le dit chemin ou rue de Vaugirard, par derrière à la fabrique de Saint-Sulpice comme étant aux droits du sieur Troubat, à la veuve Auvray et à la rue de Sèves, d'un côté à droite au terrain de l'Enfant-Jésus que la fabrique se propose d'acquérir pour le dit cimetière, au terrain acquis par la dite fabrique au sieur Troubat et à la dite dame Auvray, et d'autre côté à gauche à un terrain vague servant de tems immémoriable de ruelle pour communiquer du chemin de Vaugirard à la rue de Sève. »

Il devint un cimetière de la capitale lorsque, à la Révolution, les ex-cimetières paroissiaux furent administrés par les municipalités et destiné à recevoir toutes les personnes qui mourraient dans la capitale sur la rive Gauche de la Seine.
Ce cimetière dit « cimetière de Vaugirard » fut un obstacle au développement du village de Vaugirard en raison de sa position, car situé à l'entrée du village de Vaugirard, à proximité des maisons, de la barrière de Vaugirard et de son odeur céphalagique. Quoique situé à l'extrémité du riche et noble faubourg Saint-Germain ce fut de tout temps plutôt le cimetière des pauvres que des opulents.
En 1794, 10 000 corps au moins reposaient dans ce terrain.
Complet en 1824, il est fermé le 15 juillet 1824 et remplacé par celui du Montparnasse. 150 000 personnes, environ, y furent inhumés. Celles-ci furent par la suite transportées soit au cimetières du Montparnasse, du Père-Lachaise où aux Catacombes de Paris.
Sous le second Empire lorsque l’on entreprit les travaux de Paris, on fut étonné de l’énorme quantité de sépultures que l’on mettait au jour ; chaque coup de pioche pour ainsi dire faisait jaillir des ossements. On les portait dans l’ancien cimetière de l'Ouest (Vaugirard) (c'est-à-dire dans ce cimetière), fermé depuis 1824 et que l’on avait converti en ossuaire ; on s’aperçut un jour qu’il contenait 1 110 mètres cubes d’ossements trouvés en fouillant la voie publique ; l’entassement devenait une gêne ; un arrêté préfectoral pris en 1859 fit porter tous ces débris aux catacombes.
Après avoir servi d’ossuaire et avoir reçu momentanément les ossements mis à découvert par les fouilles de la voie publique, il a été coupé en partie par le prolongement de l'ancien boulevard extérieur ; ce qui en subsistait fit office de dépôt pour les pavés de la ville jusqu'à la construction du lycée Buffon en 1885.
Dans Les Misérables, Victor Hugo y décrit l'enterrement de Jean Valjean, caché dans un cercueil afin de sortir du couvent de la mère Crucifixion,.

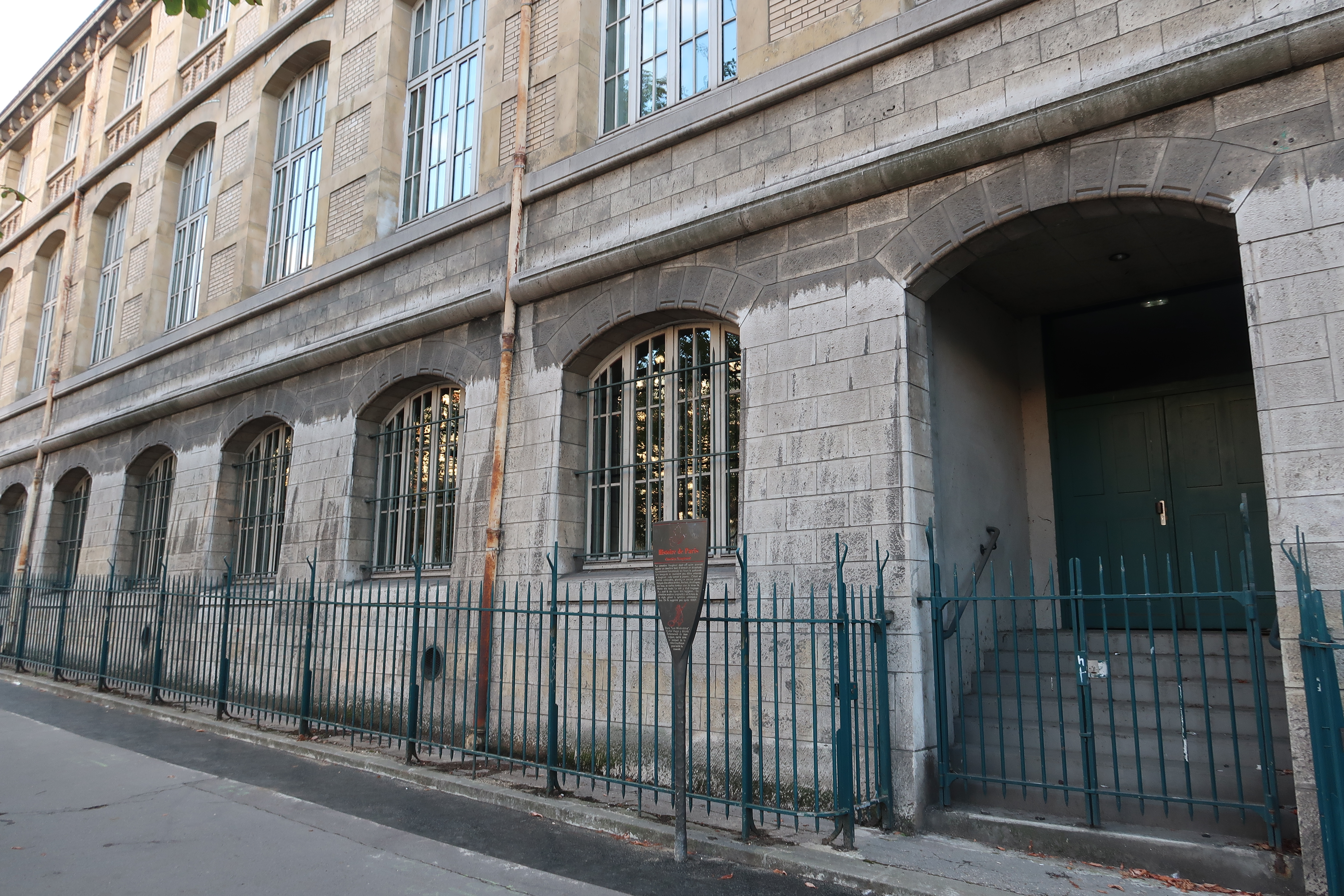
Panneau.

Un panneau Histoire de Paris, 12 boulevard Pasteur, devant le lycée Buffon, rappelle l'existence du cimetière.

## Personnalités inhumées
- Marie-Jeanne Aladame (1746-1819), épouse d'Antoine Simon qui fut geôlier de Louis XVII ;
- Bertrand Andrieu (1761-1822)[10] ;
- Jean-Louis Anselin (1754-1823)[4] ;
- Denis Antoine (1733-1801) ;
- Daniel Hippolyte Ballet (1799-1822), assassiné par le médecin criminel Castaing[10] ;
- Charles de Paule de Barentin (1738-1819) ;
- Jean-Louis Baudelocque (1745-1810) ;
- Sébastien Caldelari (1773-1819)[13] ;
- Louise Angélique de Caulaincourt (1724-1806), épouse de Joseph Ignace du Blanc de Brantes ;
- Julie Charles (1784-1817) ;
- Armand de Chateaubriand (1768-1809) ;
- Antoine Denis Chaudet (1763-1810) ;
- Jean-Baptiste Chaussard (1729-1818) ;
- Claire Josèphe Hippolyte Leris Clairon de Latude (1723-1803) ;
- Jacques Joseph Coiny (1761-1809)[14] ;
- Louis Desjobert (1751-1822) ;
- Théodore Desoer (1788-1823) ;
- Jean Joseph Dussault (1769-1824) ;
- Jean-François de La Harpe (1739-1803) ;
- Octavie Zélia Lenoir (1795-1813), fille d'Alexandre Lenoir ;
- Alphonse Leroy (1742-1816) ;
- Claude-François de Malet et les 10 personnes qui participèrent à la conspiration[15] ;
- Jean-Charles comte Monnier (1758-1816) ;
- Honoré-Auguste Sabatier de Cabre (1737-1802)[16],[17],[18] ;
- Nicolas Séjan (1745-1819)[19] ;
- Jean-Chrysostôme de Villaret (1739-1824) ;
- Zamor, ancien page de Madame du Barry (ca 1762-1820) ;
- les détenus de la prison des Carmes victimes des massacres de Septembre, dont Jean Marie du Lau d'Allemans, François-Joseph de La Rochefoucauld-Bayers et son frère Pierre-Louis de La Rochefoucauld-Bayers[20].